# Michel Toussaint
Michel Alfred Edmond Joseph Toussaint (ur. 26 listopada 1922 w Namur, zm. 23 marca 2007 tamże) – belgijski polityk, prawnik i samorządowiec, wieloletni senator, poseł do Parlamentu Europejskiego II kadencji, minister edukacji (1973–1974), handlu zagranicznego (1974–1976) oraz reformy instytucjonalnej (1976–1977).

## Życiorys
W 1947 ukończył studia prawnicze na Uniwersytecie w Liège, uzyskując stopień doktora. Od 1947 do 1952 kierował przedsiębiorstwem Materne, potem do 1954 był dyrektorem w banku w Brukseli. Następnie podjął praktykę adwokacką w Namur.
Działał w belgijskich i walońskich ugrupowaniach liberalnych, kolejno w Partii Liberalnej, Partii Wolności i Rozwoju oraz Partii Reformatorsko-Liberalnej. Zajmował stanowisko lidera walońskiej odnogi PL (1958–1961) i PLP (1961–1965), a także wiceprezesa tych dwóch ugrupowań. Od 1959 do 1988 zasiadał w radzie miejskiej Namur, w tym od 1965 do 1966 w jego władzach. W latach 1965–1984 był senatorem, od 1970 do 1971 pozostawał jego wiceprzewodniczącym. Jednocześnie od 1970 do 1984 należał do rady kulturowej Francuskiej Wspólnoty Belgii, od 1982 do 1984 na stanowisku przewodniczącego.
Zajmował różne stanowiska rządowe: sekretarza stanu w resorcie edukacji (1966–1968), a następnie ministra edukacji (1973–1974), handlu zagranicznego (1974–1976) oraz reformy instytucjonalnej (1976–1977) w rządach Edmonda Leburtona i Leo Tindemansa. W 1983 uzyskał honorowy tytuł ministra stanu. W 1984 wybrano go posłem do Parlamentu Europejskiego. Przystąpił do Grupy Liberalnej, Demokratycznej i Reformatorskiej. Pod koniec kariery politycznej zaangażowany w organizacje działające na rzecz Walonii (m.in. Wallonie Libre) oraz umiejscowienia jej stolicy w Namur.